# Риба-клоун
Риба-клоун, або амфіпріон (Amphiprion) — рід риб родини помацентрових. Живуть на коралових рифах. Містить 29 видів, поширених в Тихому і Індійському океанах.Отримавши надійний захист від хижаків, риба-клоун чистить свого <<захисника>>, відкушуючи хворі або відмерлі щупальці, вентилює воду та виносить непереварені залишки їжі.

## Перелік видів
- Amphiprion akallopisos
- Amphiprion akindynos
- Amphiprion allardi
- Amphiprion barberi
- Amphiprion bicinctus
- Amphiprion chagosensis
- Amphiprion chrysogaster
- Amphiprion chrysopterus
- Amphiprion clarkii
- Amphiprion ephippium
- Amphiprion frenatus
- Amphiprion fuscocaudatus
- Amphiprion latezonatus
- Amphiprion latifasciatus
- Amphiprion leucokranos
- Amphiprion mccullochi
- Amphiprion melanopus
- Amphiprion nigripes
- Amphiprion ocellaris
- Amphiprion omanensis
- Amphiprion pacificus
- Amphiprion percula
- Amphiprion perideraion
- Amphiprion polymnus
- Amphiprion rubrocinctus
- Amphiprion sandaracinos
- Amphiprion sebae
- Amphiprion thiellei
- Amphiprion tricinctus